# Ludwig Erdwin Seyler
Ludwig Erdwin Seyler (15 de maio de 1758 - 26 de outubro de 1836; também conhecido como L.E. Seyler) era um banqueiro, comerciante e político de Hamburgo. Ele era casado e era membro da dinastia bancária hanseática de Berenberg e era sócio da empresa de Hamburgo Joh. Berenberg, Gossler & Co. (Berenberg Bank) por 48 anos (1788-1836), por 46 anos como sócio sênior da empresa. Seyler foi um dos primeiros comerciantes e banqueiros da Alemanha moderna a estabelecer relações comerciais com os Estados Unidos e o Leste Asiático. Ele serviu como membro do governo de Hamburgo durante as Guerras Napoleônicas e mais tarde como Presidente da Delegação Comercial, um dos principais órgãos políticos da cidade-estado, e como membro do Parlamento de Hamburgo . Ludwig Seyler era filho do diretor de teatro nascido na Suíça Abel Seyler e genro dos banqueiros Johann Hinrich Gossler e Elisabeth Berenberg através de seu casamento com sua filha mais velha, Anna Henriette Gossler.

## Antecedentes e início da vida
Ludwig E. Seyler nasceu em Hamburgo e era o filho mais novo do suíço Abel Seyler (1730-1800), um dos grandes diretores de teatro da Europa do século XVIII, e sua esposa hanoveriana Sophie Elisabeth Andreae (1730-1764). Seu pai nascera no cantão suíço da Basileia e chegara a Hamburgo ainda jovem, onde se estabelecera como banqueiro mercantil nas décadas de 1750 e 1760. Em 1763, suas empresas faliram espetacularmente com enormes dívidas após a crise bancária de Amsterdã em 1763 e, a partir de 1767, dedicou-se inteiramente ao teatro, abandonando seus filhos em grande parte ao adotar um estilo de vida itinerante, passando de tribunal em tribunal com o Companhia de Teatro Seyler.
Após a morte de sua mãe em 1764, Ludwig Seyler e seu irmão e irmã foram criados em Hannover por seu tio materno, o famoso cientista natural do Iluminismo J.G.R. Andreae. Por vários relatos, Andreae era um homem altamente erudito e gentil, que se tornou uma figura paterna amorosa para os filhos de sua irmã; ele não tinha filhos. Seu pai, Abel Seyler, casou-se em 1772 com Friederike Sophie Seyler, atriz principal da Alemanha na segunda metade do século XVIII e autora da ópera Oberon, uma grande influência no libreto de A Flauta Mágica.
Do lado de seu pai, Seyler era descendente de muitas das principais famílias patrícias de Basileia, especialmente as famílias Seyler, Burckhardt, Socin (originalmente uma família nobre italiana), Merian e Faesch; O cardeal Joseph Fesch, tio de Napoleão, era um parente distante. Por parte de mãe, ele era neto do farmacêutico da corte hanoveriana Leopold Andreae. Sua irmã Sophie Seyler (1762-1833) foi casada com o poeta de Sturm und Drang, Johann Anton Leisewitz, autor de Julius of Tarent. Felix Hoppe-Seyler, o principal fundador da bioquímica e biologia molecular, era um filho adotivo de seu sobrinho.

## Berenberg Bank

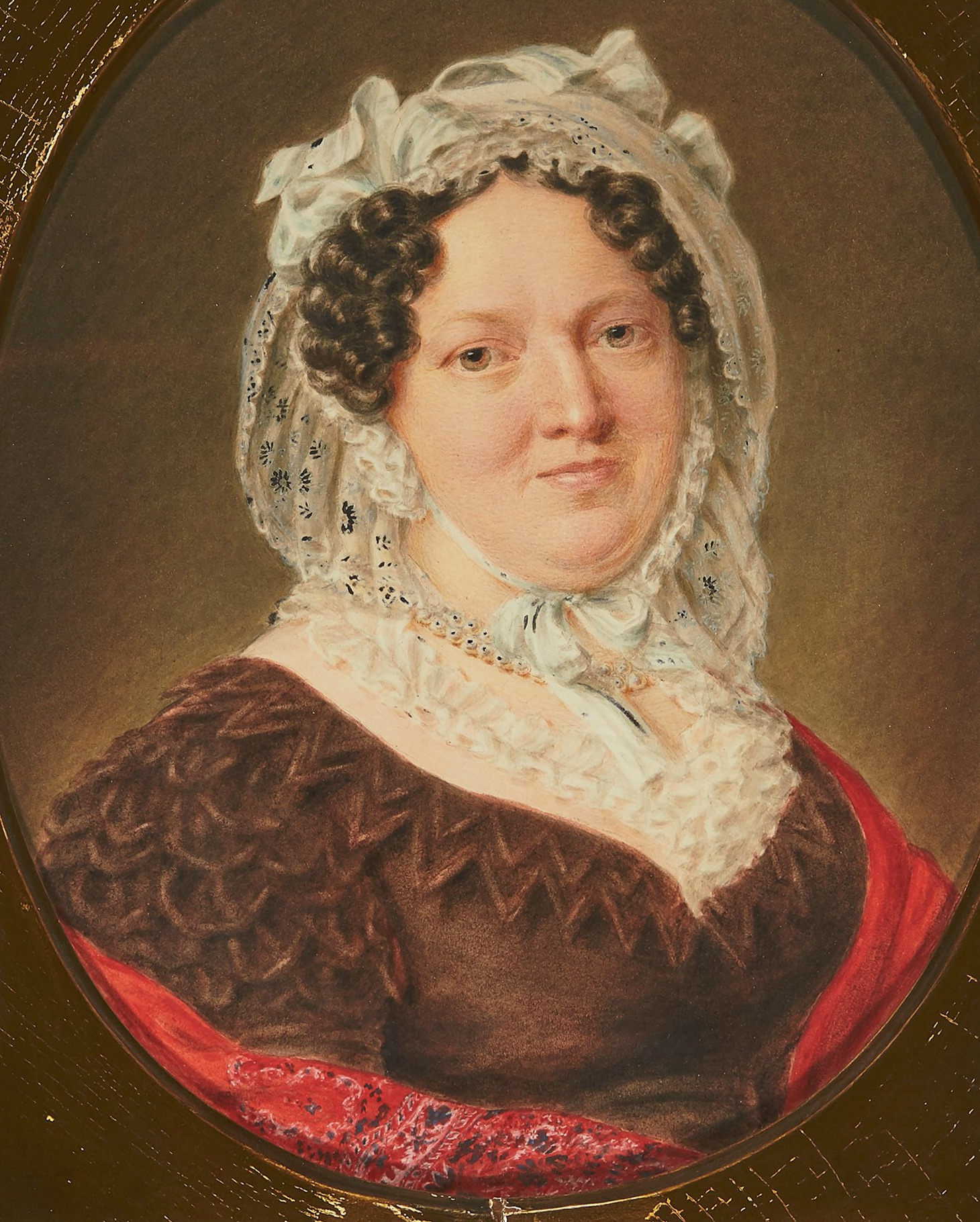
Sua esposa Anna Henriette Gossler, filha mais velha de Johann Hinrich Gossler e Elisabeth Berenberg

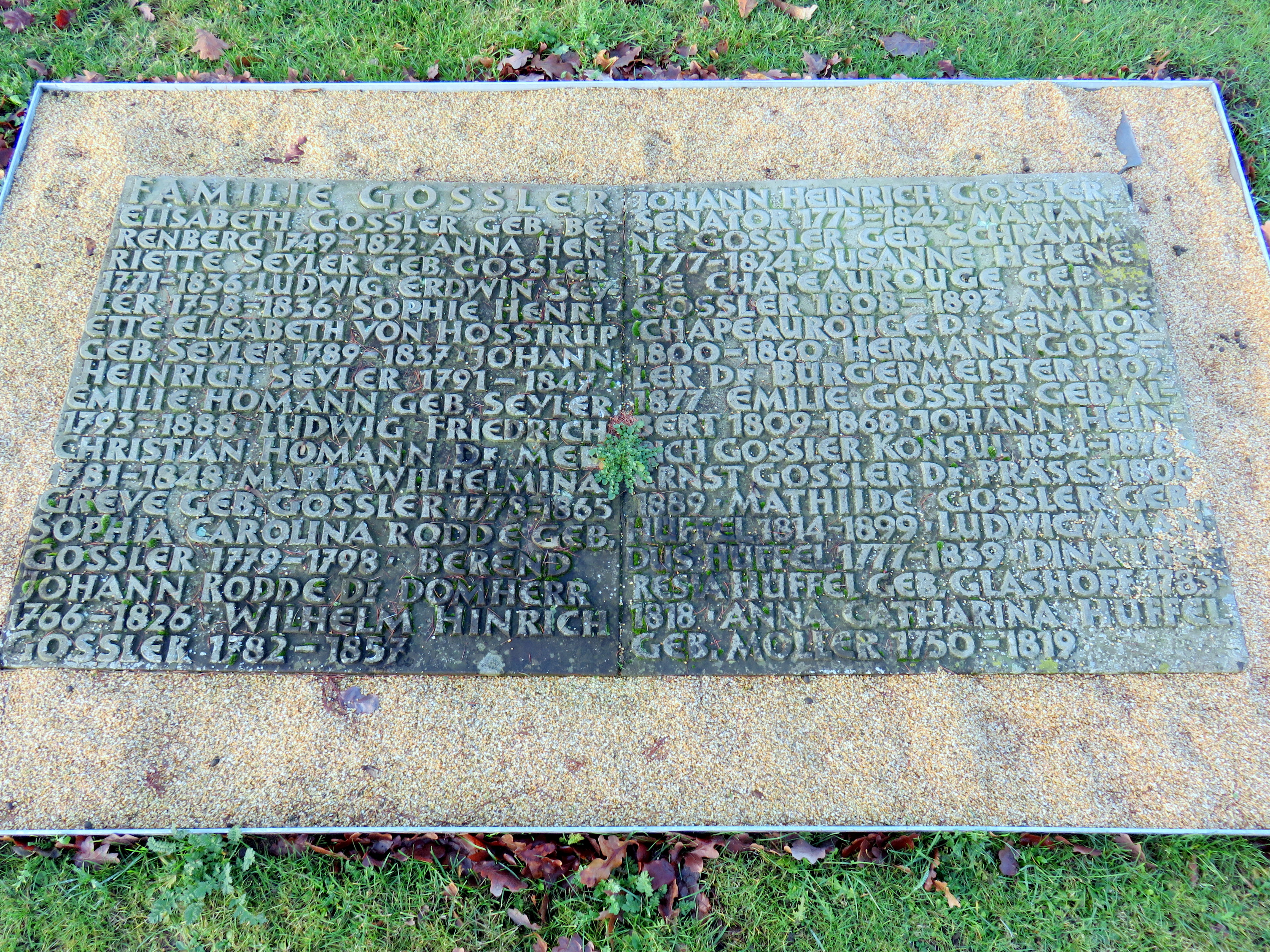
Sepultura da família Gossler, incluindo Ludwig Erdwin Seyler, sua esposa Anna Henriette née Gossler, sua sogra Elisabeth Berenberg, sua cunhada senadora Johann Heinrich Gossler e seu sobrinho Primeiro prefeito (chefe de estado) Hermann Gossler

Ele ingressou na empresa Berenberg & Gossler em Hamburgo como aprendiz em 1775, com 17 anos. Fundada em 1590 pela família imigrante Berenberg de Antuérpia, na moderna Bélgica, era uma das empresas mais respeitadas de Hamburgo. Em 20 de maio de 1788, casou-se com Anna Henriette Gossler (1771 a 1836), a filha mais velha dos proprietários da empresa, Johann Hinrich Gossler (1738 a 1890) e Elisabeth Berenberg (1749 a 1822). Sua sogra era o único herdeiro e o último membro da família Berenberg. Durante sua vida e além dela, a família de sua esposa foi considerada uma das duas famílias mais importantes da cidade-estado de Hamburgo.
Logo após o casamento, o sogro fez dele um sócio da empresa Berenberg. Com a morte de seu sogro, em 1790, ele o sucedeu como sócio sênior da empresa e chefe efetivo. Sua sogra era sócia por si só de 1790 a 1800 e, em 1798, seus 17 anos de idade, cunhado mais novo, o senador mais tarde Johann Heinrich Gossler, ingressou na empresa como sócio. Sob sua liderança e para refletir sua entrada na parceria, o nome da empresa foi alterado para Joh. Berenberg, Gossler & Co. em 1791, e permaneceu inalterado desde então.
Como chefe da empresa Berenberg, Seyler aumentou muito o comércio internacional da empresa e foi um dos primeiros comerciantes e banqueiros da Alemanha que estabeleceram relações comerciais com os recém-independentes Estados Unidos e com o Leste Asiático . Em 1800, o capital da empresa dobrou desde que se tornou sócio. A empresa perdeu metade de seu capital durante as Guerras Napoleônicas, mas rapidamente recuperou e excedeu seu tamanho anterior quando a guerra terminou. Ludwig Seyler permaneceu um dos dois parceiros dominantes, com seu cunhado, até sua morte em 1836. No momento de sua morte, ele trabalhava na empresa há 61 anos, era sócio por 48 anos e era sócio sênior da empresa por 46 anos.

## Guerras napoleônicas e política
Durante as Guerras Napoleônicas, Hamburgo foi ocupada pela França a partir de 1806 e anexada ao departamento de Bouches-de-l'Elbe do Primeiro Império Francês em 1811. O governo francês promoveu o idioma francês e instituiu inúmeras mudanças em Hamburgo. Em fevereiro de 1813, Seyler foi nomeado pelas autoridades francesas como vice-juiz do tribunal comercial (tribunal de commerce ). Durante a primavera de 1813, ele estava entre os 30 comerciantes importantes e ricos de Hamburgo, que foram brevemente mantidos reféns pelas autoridades francesas para forçar a cidade a pagar uma "contribuição" ao governo francês, o que causou grande consternação em Hamburgo.
A sede da empresa Berenberg foi transferida para sua casa em Wandrahm em 1813, quando a residência da cidade da família Gossler, Mortzenhaus, foi requisitada pelos franceses e transformada em hospital militar. Seyler mais tarde mudou a sede para a casa de seu genro Gerhard von Hosstrup.
No verão de 1813, ele foi nomeado pelo governador-geral francês Louis-Nicolas Davout como membro do conselho municipal (conselho municipal), o órgão de Hamburgo que substituiu o governo (conhecido como conselho, depois como o senado) e o parlamento sob o domínio francês. Ele serviu no conselho municipal até sua dissolução após a libertação de Hamburgo, quando Hamburgo se tornou um estado totalmente soberano. Por um breve período de transição, os ex-conselheiros municipais foram convidados a servir no governo pós-Napoleônico.
Em 23 de março de 1813, ele foi eleito membro da Delegação Comercial e atuou como Presidente de maio de 1817 a julho de 1818. A Delegação Comercial era um dos principais órgãos políticos da cidade-estado. Como membro da Delegação Comercial, ele também foi ex officio membro do Parlamento de Hamburgo, de acordo com a constituição pós-napoleônica da cidade-estado. Ele também foi membro da Delegação do Banco, a comissão que supervisionava a moeda do Banco internacionalmente usada em Hamburgo e da Delegação de Navegação e Porto.

## Legado
L.E. Seyler era altamente considerado em Hamburgo; ele foi descrito como "um personagem honrado, tanto como comerciante quanto como ser humano".
Seyler está enterrado no túmulo da família Berenberg/ Gossler no Antigo Cemitério Memorial de Hamburgo (Althamburgischer Gedächtnisfriedhof, anteriormente Ehrenfriedhof), junto com sua esposa Anna Henriette née Gossler, sua sogra Elisabeth Berenberg e outros parentes como seu cunhado, senador Johann Heinrich Gossler e seu sobrinho, primeiro prefeito de Hamburgo, Hermann Gossler . O túmulo é um dos únicos seis túmulos da família no cemitério memorial, reservado a cidadãos notáveis de Hamburgo.

## Problema e família
Ludwig Seyler e Anna Henriette Gossler tiveram sete filhos, em ordem de nascimento
1. Sophie Henriette Elisabeth ("Betty") Seyler (1789-1837), casada com o empresário de Hamburgo Gerhard von Hosstrup, que fundou o Hamburger Börsenhalle em 1804
2. Johann Hinrich Seyler
3. Emilie ("Emmy") Seyler, casada com o médico Ludwig Friedrich Christian Homann
4. Louise Auguste Seyler, casada com Gerhard von Hosstrup após a morte de sua irmã
5. Maria ("Molly") Seyler
6. Louise ("Wischen") Seyler (1799-1849), casada com o corretor Ernst Friedrich Pinckernelle (1787-1868), cujos filhos fundaram a corretora de seguros G. & J. E. Pinckernelle
7. Henriette Seyler (1805–1875), casada com o industrial norueguês Benjamin Wegner (1795–1864) de Fossum Manor, mais tarde de Frogner Manor[7]

Seus sete filhos foram co-proprietários do Berenberg Bank de 26 de outubro a 31 de dezembro de 1836.
O co-fundador do Commerzbank Ludwig Erdwin Amsinck (1826-1897), filho de sua sobrinha Emilie Amsinck née Gossler e magnata comercial Johannes Amsinck, recebeu seu nome. Ludwig Seyler era um tio do chefe de estado de Hamburgo, Hermann Gossler.

## Retratos
Os retratos em guache de Ludwig E. Seyler e sua esposa Anna Henriette Gossler da era napoleônica ou suas conseqüências imediatas foram de propriedade dos descendentes de sua filha Henriette na Noruega e foram vendidos através do corretor de arte norueguês Blomqvist em 2018. Também existem retratos dele e de seus dois irmãos quando crianças, provavelmente a partir da década de 1760.

## Galeria

Seu pai, o diretor de teatro Abel Seyler
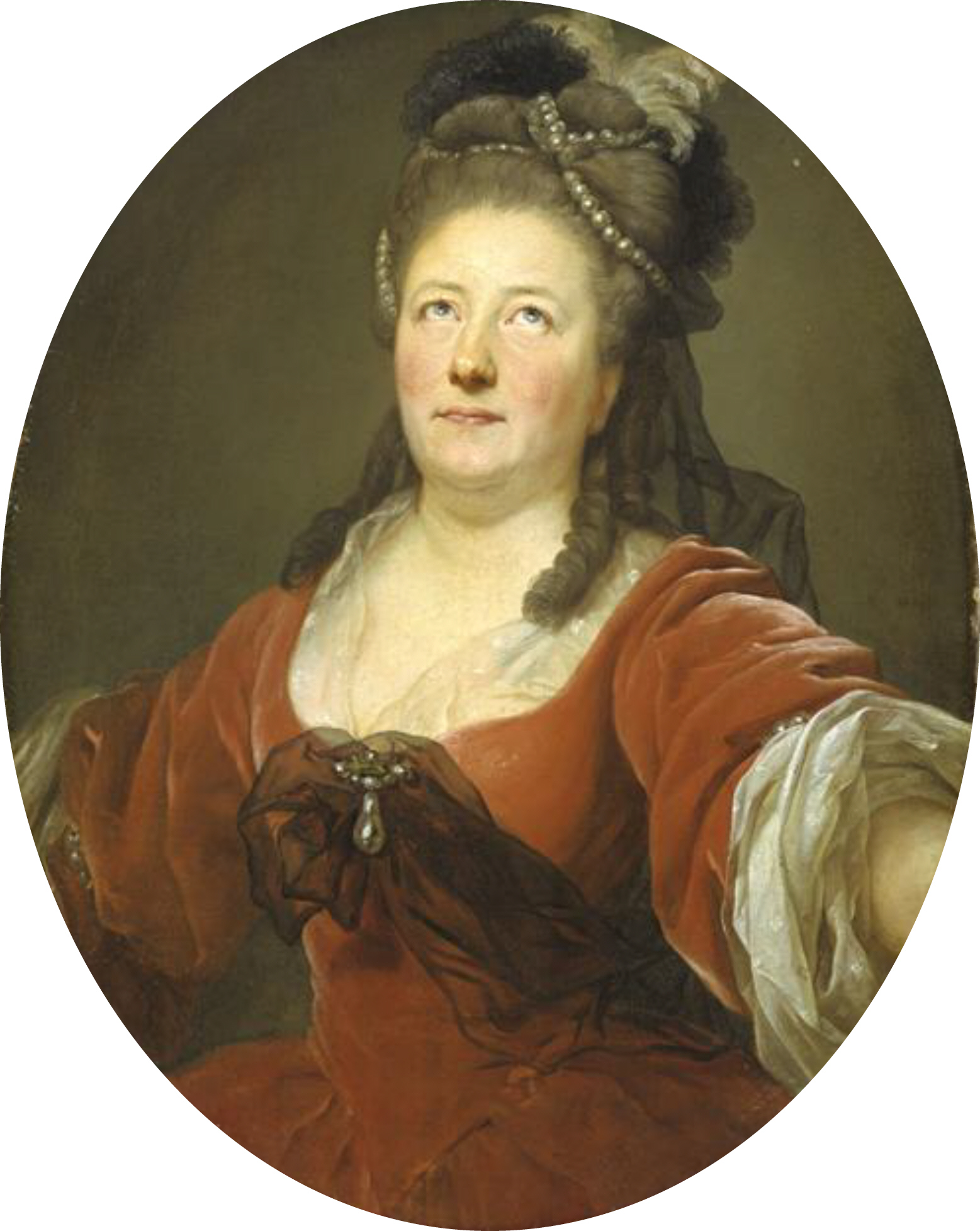
A segunda esposa de seu pai, a atriz Friederike Sophie Seyler, autora de Oberon
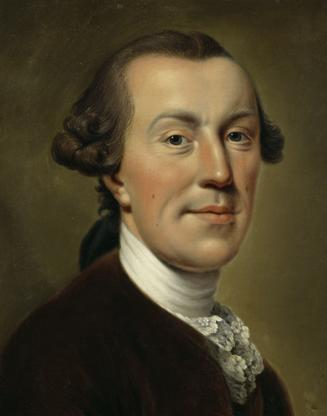
Seu tio e pai adotivo, o cientista natural e polímata JGR Andreae
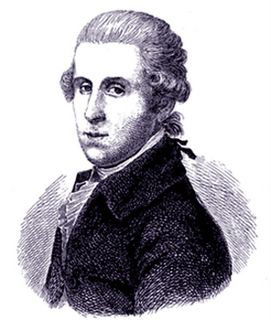
Seu cunhado, o poeta Johann Anton Leisewitz, autor de Julius of Tarent
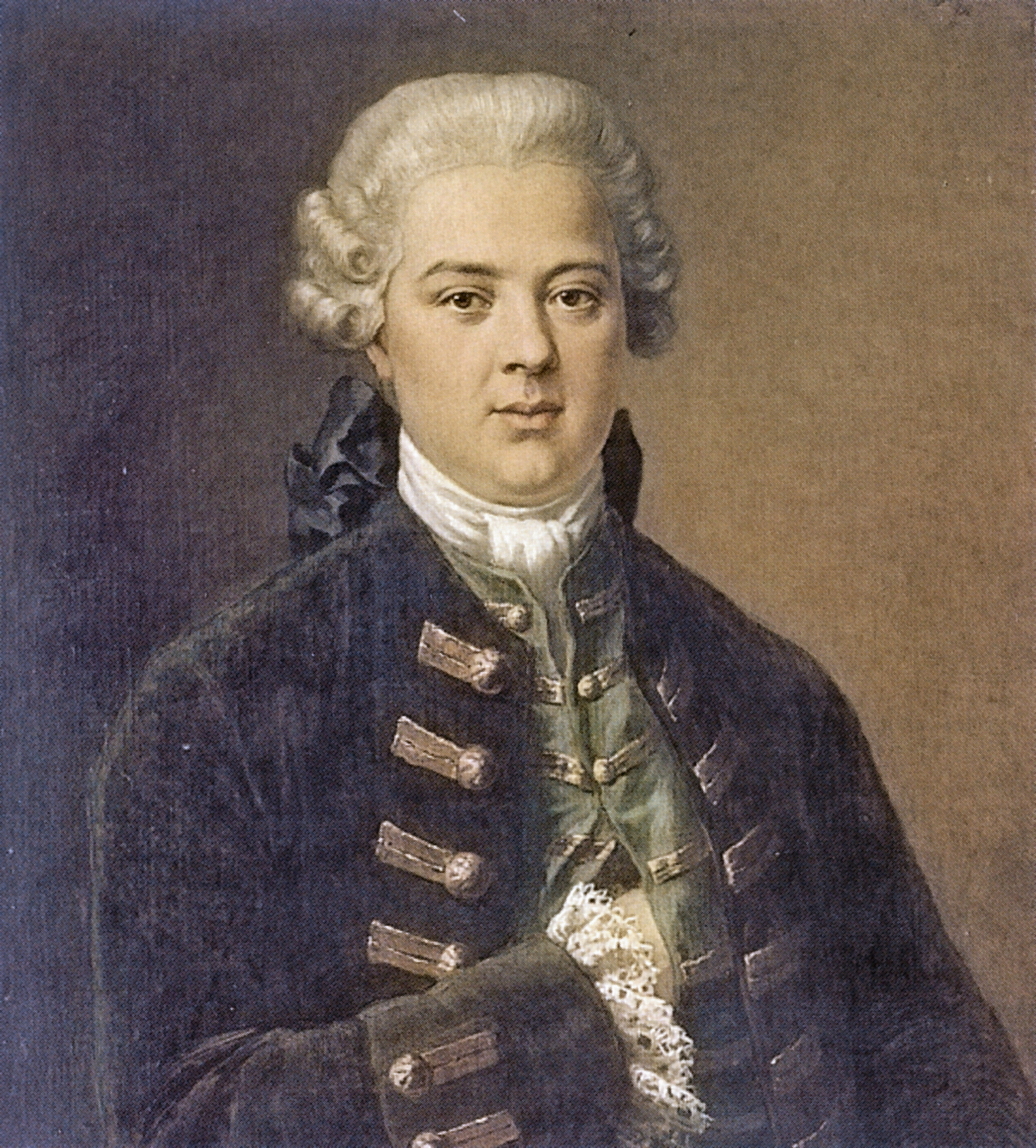
Seu sogro Johann Hinrich Gossler, proprietário do Berenberg Bank
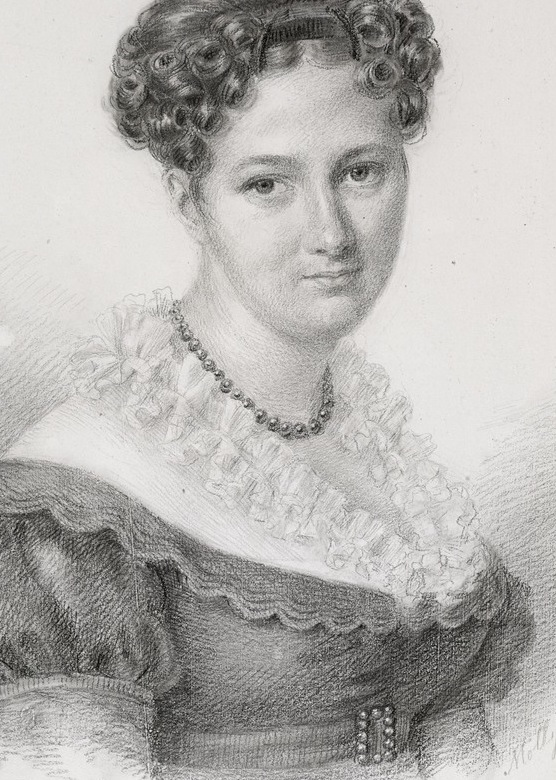
Sua filha Henriette Seyler (1805–75, casada com Wegner) desenhada por sua irmã Molly em 1822